# Lipové
Lipové est un village de Slovaquie situé dans la région de Nitra.

## Histoire
Première mention écrite du village en 1926.

## Démographie

### Évolution de la population
| Année:               | 1994. | 2004.    | 2014.    | 2024.   |
| -------------------- | ----- | -------- | -------- | ------- |
| Nombre de personnes: | 203   | 180      | 145      | 148     |
| Différence:          |       | -11,33 % | -19,44 % | +2,06 % |

| Année:               | 2023. | 2024.   |
| -------------------- | ----- | ------- |
| Nombre de personnes: | 144   | 148     |
| Différence:          |       | +2,77 % |